# The End of Time
"The End of Time" (KBS 방영 제목: 시간의 종말)은 영국 BBC의 SF 드라마 닥터 후의 2부작 에피소드로, 2009년 12월 25일(1부)과 2010년 1월 1일(2부)에 BBC One에서 처음 방송되었다. 역대 다섯번째 크리스마스 스페셜인 동시에, 2008년부터 2010년까지 방영된 스페셜 시즌의 마지막 작품이기도 하다.
데이비드 테넌트가 10대 닥터로는 마지막 주인공 출연을 한 에피소드로, 이후 시즌의 주인공이 되는 맷 스미스가 11대 닥터로 처음 모습을 보였다. 이와 더불어 2005년부터 닥터 후 뉴 시즌의 부활을 주도하고 드라마 총괄 프로듀서이자 수석 작가로 활동해 왔던 러셀 T 데이비스가 이번 에피소드를 끝으로 하차하면서 기획과 각본을 맡은 마지막 이야기로 남았으나, 2023년 60주년 스페셜에 맞춰 다시 드라마에 복귀하였다. 총괄 프로듀서와 수석작가직은 스티븐 모팻이 이어받아 2010년 뉴 시즌 5부터 제작을 맡게 되었다.
주인공 10대 닥터 외에는 "Voyage of the Damned" 에피소드와 뉴 시즌 4에서 등장했던 도나 노블의 할아버지 윌프레드 모트 (배우 버나드 크리빈스)가 이번에는 닥터의 동행자로 나선다. 또 캐서린 테이트, 존 심, 재클린 킹, 알렉산드라 모언, 빌리 파이퍼, 커밀 코두리, 프리마 아저먼, 노엘 클라크, 존 배로먼, 엘리자베스 슬레이든, 토미 나이트, 제시카 하인스, 러셀 토비 등, 기존에 닥터 후 뉴 시즌에 출연했던 배우들이 대거 돌아왔다.
줄거리는 자신의 죽음이 임박했다는 예언으로부터 도망쳐 왔던 10대 닥터가 그의 오랜 숙적 마스터의 음모에 휘말리는 것으로부터 시작된다. 마스터는 지난 시즌에서 소개된 시간 전쟁으로 절멸한 닥터와 마스터의 종족, 타임로드의 행성을 복구시키려는 치밀한 계획을 세운다. 인류를 자신과 동기화시키는 마스터, 타임로드의 부활을 꿈꾸던 라실론, 두 사람을 물리친 닥터는 치명상을 입고, 결국 죽음을 받아들여 11대 닥터로 재생성한다.

## 줄거리
우드의 행성으로 간 10대 닥터는 단체 의식에 함께했다가 마스터가 돌아왔다는 경고를 듣고 "시간의 종말"이 도래했음을 알게 된다. 그 사이 지구에서는 마스터의 추종자들이 모여 마스터를 부활시키지만, 전 부인이었던 루시가 부활 의식을 방해하는 바람에 마스터는 엄청난 힘을 손에 얻으면서도 끊임없는 굶주림을 느끼는 대가를 치른다. 닥터는 자신을 찾아다니던 윌프레드 모트를 만나 마스터의 소재를 함께 뒤쫓다가 마침내 대적한다. "네 번 두드리는 소리가 찾아오면 죽음을 맞이할 것이다"라는 예언으로부터 도망쳐 왔던 닥터. 마스터의 머릿속에 울려퍼지는 북소리가 사실은 누군가가 이식해 넣었다는 사실을 알아낸다.
이후 마스터는 우드의 예언 속에서도 등장했던 억만장자 '조슈아 네이스미스'에게 붙들려 그의 대저택에서 보호를 받는다. 네이스미스는 외계종족인 '빈보치' (Vinvocci)가 만든 고장난 의료기기를 회수하여, 원래대로 고쳐놓도록 마스터에게 시킨다. 하지만 마스터는 그 기기를 60억 인류를 자신의 모습으로 바꾸는 장치로 개조해 작동시켜 버린다. 온 인류가 마스터가 되어버린 가운데 윌프레드 모트와 손녀 도나 노블만이 바뀌지 않는다. 그러나 도나는 마스터의 얼굴로부터 닥터와의 기억을 얼핏 연상하면서 위험한 상태에 빠진다. 닥터와 윌프레드는 자신을 잡으러 오는 마스터를 피해 빈보치 구조선으로 피신한다.
시간 전쟁 최후의 날, 나머지 타임로드 종족과 함께 타임 락에 갇혀 살아남은 타임로드의 수장 라실론은 마스터를 이용한 음모를 꾸미고 있었다. 마스터가 어릴 때 그의 머리에 북소리를 새겨넣고, 시간이 흐른 오늘 수십억 명이 되어버린 마스터가 그 북소리를 증폭하여 신호를 찾아낼 수 있게 된 것이다. 더 강력한 초점이 필요했던 라실론은 갈리프레이의 다이아몬드를 지구로 발사한다. 마스터는 이를 사용하여 갈리프레이와의 강력한 링크를 만들고, 그것에 끌린 갈리프레이는 타임 락에서 풀려나 지구로 가까이 다가온다. 라실론은 타임로드 종족을 무형의 존재로 등극시키고 나머지 피조물은 파괴해 버리려는 계획이었다. 지구로 건너온 라실론은 건틀릿으로 60억의 마스터를 원래 인간으로 되돌려 버린다. 닥터는 윌프레드의 총을 들고 네이스미스의 저택으로 돌아온다. 마스터와 라실론을 차례대로 겨누던 닥터는 다이아몬드를 쏘아 링크를 끊고 갈리프레이를 타임 락 속에 되돌려 놓는다. 그 결과 마스터, 타임로드, 갈리프레이는 자취를 감춘다.
모든 것이 해결되었다고 생각한 그 순간, 닥터는 네 번의 두드리는 소리를 듣는다. 윌프레드가 닥터를 도우려 저택에 들어왔다가, 빈보치 장치의 두 제어실 중 하나에 갇혀버린 것이다. 가만히 있다가 방사선에 쏘여 즉사할 것을 차마 두고 볼 순 없었던 닥터는, 그 반대쪽 제어실로 들어가 윌프레드를 풀어주고 대신 방사선을 맞는다. 닥터의 몸은 방사선이 흡수되면서 천천히 재생성되기 시작한다. 윌프레드와 함께 도나의 집에 들른 닥터는 이후 도나의 결혼식 날 윌프레드를 한번 더 만나 당첨번호가 적힌 복권을 도나의 결혼선물로 건넨다. 그리고 그동안 만났던 동행자와 인연들을 한 명씩 찾아가 만난다. 마사와 미키, 사라 제인, 캡틴 잭, 조앤 레드펀의 손녀, 마지막으로 자신을 만나기 전의 로즈 타일러에게 조용히 인사를 건넨 닥터는 타디스를 비행중으로 설정하고 11대 닥터로 재생성한다. 재생성의 여파로 조종실이 망가지면서 타디스가 지구로 추락하기 시작한다.

### 다른 에피소드와의 연관성
1부의 시작 부분에서 닥터는 우드 시그마에게 늦은 이유를 설명한다. 닥터가 그간 떠났던 다양한 모험 중에서 "좋은 여왕 엘리자베스" (Good Queen Bess)와 결혼했다면서, 여왕의 별명인 '처녀 여왕' (The Virgin Queen)을 언급한다. 이는 시즌3 "The Shakespeare Code"의 끝에서 엘리자베스 여왕이 닥터를 보고 격분하여 그를 불구대천의 원수라고 부르는 장면과 연관이 있다. 닥터는 여왕을 만난 것을 기억하지 못하고 나중에 여왕을 만나겠거니 짐작하는데, 이는 결국 2013년 스페셜 에피소드 "The Day of the Doctor"에서 묘사되었다.
라실론에게 반기를 든 타임로드 두 명 중 한 명은 앞서 윌프레드 앞에 여러 차례 나타나고 사라지기를 반복한 인물이지만 이름이 따로 없어 크레딧에서도 "The Woman" (어떤 여자)라는 배역으로 표기되었다. 10대 닥터가 누군가 싶어 똑바로 쳐다보자 팔을 내리고, 이내 닥터는 누군지 알아보는 듯한 것처럼 그렸지만, 정작 윌프레드가 나중에 누구냐고 물었을 때 닥터는 대답을 피한다. 이 여성의 정체에 대해 2009년 4월 초 영국 일간지 데일리 텔레그래프지는 '닥터의 어머니'라고 보도하였다. 각본을 맡은 러셀 T 데이비스는 기자 벤자민 쿡에게 보낸 이메일에서 "열린 채로 두는 것이 좋겠다. 그러면 각자 바라는 사람이라 상상할 수 있으니까. 팬들은 로마나라고 할 듯 하다. 아니면 라니라 할 수도. 또 수전의 어머니라고 말할지도 모르겠다. 하지만 당연히 닥터의 어머니가 아닐까"라고 말했다.
작중 어느 시점부터 닥터가 타임로드 수장을 '라실론'이라 칭한다. 라실론은 올드 시즌에서 타임로드 회의의 창설자로 소개되는 인물이다. 크레딧에서의 표기를 따지면 1부에서는 '나레이터' (The Narrator), 2부에서는 '타임로드 수장' (Lord President)라고만 이름붙여져 있다. 그러나 2부방영 당시 함께 제작된 비하인드 스토리 다큐인 닥터 후 컨피덴셜 에피소드에서 데이비스가 해당 등장인물의 이름이 실제로 라실론이라고 밝힌다.
닥터가 찾아간 전 동행자 중에서 유일하게 진짜 동행자는 아닌 인물로 베리티 뉴먼이 있는데, 이 등장인물은 시즌3의 "Human Nature"와 "The Family of Blood"에 주연으로 등장하는 '조앤 레드펀'의 증손녀라는 설정이다. 실제 배우는 제시카 하인스로 동일하다. '베리티 뉴먼' (Verity Newman)이란 이름은 1960년대에 닥터 후를 처음 기획한 시드니 뉴먼과 첫 프로듀서를 맡았던 베리티 램버트에서 따왔다. 시즌 3 에피소드에서도 존 스미스 교수 (인간화된 닥터)가 조앤의 부모 이름이 베리티와 시드니라 단언하는 장면이 있다. 베리티가 쓴 책의 표지로 회중시계가 등장하는데 이는 시즌3 에피소드 내에서 중요한 물건으로 등장한 것과 연관이 있다.
닥터가 외계의 술집에서 잭 하크니스 선장을 만나러 갔을 때의 배경음악은 "My Angel Put the Devil in Me"로, 시즌3 "Daleks in Manhattan"에서 탈룰라가 부른 것이다. 이어 잭에게 어떤 한 남자를 소개하며 그 이름이 알론조라고 밝힌다. 이 알론조란 남자는 시즌3 방영 후 크리스마스 스페셜 "Voyage of the Damned"에서 부선장으로 등장한 알론조 프레임 (러셀 토비 분)이다.
재생성 직후 11대 닥터는 "또 붉은머리가 아니야" (still not ginger)라는 대사를 하는데, 이는 시즌2 "The Christmas Invasion"에서 재생성 후 10대 닥터가 "하, 붉은머리 하고 싶었는데... 한번도 붉은머리인 적이 없어!" (Aw, I wanted to be ginger... I've never been ginger!)라는 대사를 한 것을 따온 것이다. 이 대사는 다만 방영 당시 일부 시청자들 사이에서 붉은머리 혐오 대사라는 항의가 제기되기도 하였는데, BBC는 도나 노블과 에이미 폰드 등 다른 등장인물도 붉은머리라는 사실을 근거로, 대사에 다른 의도가 없었음을 명확히 하는 입장문을 발표했다.

## 제작

### 각본
방영 전 각본을 맡은 러셀 T. 데이비스는 이번 스페셜의 줄거리가 "거대하고 서사적이지만 친근한 면도 있다"고 설명했다. 데이비스는 한동안 줄거리를 구상해 왔으며, 시리즈의 마지막편이 점점 더 드라마틱한 방향으로 나아가고 있다며 다음과 같이 밝혔다.
언젠가는 데이비드 테넌트의 마지막 편을 쓰겠지라는 생각을 한켠에 남겨두고 있었다. '여기서 더 어떻게 판이 커질까'라고 생각하실텐데, 그렇게 됐다. 정말로 됐다. 얼마나 스펙타클할지란 뜻만 해당될 것이 아니라, 닥터에게 얼마나 개인적인 이야기일지란 뜻에도 해당된다.— 러셀 T 데이비스, 데일리 텔레그래프

이번 크리스마스 스페셜은 러셀 T. 데이비스가 각본을 맡고 줄리 가드너가 프로듀서를 맡으며, 데이비드 테넌트가 닥터 역으로 출연하는 마지막 에피소드였다. 닥터 후 매거진 제407호에서 데이비스는 각본을 완성한 그날 밤에 대해 다음과 같은 소회를 밝혔다.
대본의 마지막 페이지를 머릿속에 몇달이고 준비해 왔어요... 글을 쓰는 데 시간이 걸리고 그걸 타이핑하는 데 또 걸려요. [...] 그래서 계속 주절주절대다 보니 다다른 것은... 마지막 구절이었어요. 여기서 문제는, 그 마지막 구절이 실제론 없다는 거죠. 한 10분 뒤면 나는 25번 씬이 마음에 들지 않아서, 거기로 돌아가 다르게 바꿔 써 봅니다. 그러고서 내일이 되면 일어나서 회사에 보내기 전에 죄다 바꿔버리구요. 그런 뒤에는 다시 알맞게 써 봐요. [...] 그러고서도 계속 쓰고, 또 씁니다. 일평생 사람이 할 말을 생각해 보고요. 근데 아직도, 에이씨 뭐 어때, 거창할 수도 있지.
마지막 구절. 몇시간이고 앉아서 골몰할 수도 있어요. 하지만 무슨 문장일지 정확히 알아버렸습니다. 타이핑을 해요. 이럴 때일수록 타자기가 나을지 몰라요. 타자기가 낭만 있어요. 조그만 금속글자를 날려치는 거에요. 종이를 '착!' 하고 누릅니다. 미세한 잉크 입자들이 훅 하고 가라앉을 거에요. 그치만 아냐, 지금은 그냥 플라스틱 키보드야. 키를 누릅니다. 마지막 글자는 n. 그러고서 완전히 멈춰요. 그럼 됐어요. 저장. 완료. 좋아.— 러셀 T 데이비스, 닥터 후 매거진 407호, 제작노트.

닥터후 대본을 마지막으로 집필한다는 것에 관한 심정은 어땠느냐는 질문에 데이비스는 "마지막 대본을 제출하는 순간 눈물이 나거나, 술에 취하거나, 남자 스무 명이랑 나체 파티라도 할지 모른다고 생각했는데, 이런 엄청난 순간들이 벌어지고 나서도 현실의 삶은 계속된다는 걸 깨닫지 않나. 심정은 대본에 묻어둔다"라고 밝혔다. 데이비드 테넌트와 줄리 가드너는 각각 대본을 읽고 울었다고 밝혔다.

2009년 4월 방영된 "Planet of the Dead"에서는 남은 3가지 에피소드의 전개를 예고한다. 작중 예지 능력을 조금 가진 것으로 묘사되는 '카르멘'이란 인물이 닥터에게 "조심하세요, 당신의 노래가 끝나니까요, 선생님. 그것이 돌아오고 있어요, 어둠을 거슬러 돌아오고 있어요. 그리고나서... 오, 하지만... 그는 네 번 노크할 거에요"라는 대사를 남긴 것이다. 이는 시즌 4 "Planet of the Ood"에서 우드가 닥터와 도나에게 건넸던 예언을 상기시키는 대사였다. 제작비화 다큐멘터리에서 테넌트는 그 예언이 닥터의 "패가 결정났다"고 표현한다. 따라서 이후에 이어지는 스페셜 에피소드는 좀 더 어두워질 것이며, "Planet of the Dead"는 닥터가 모험을 즐길 수 있는 마지막 이야기라고 밝히고 있다. 또한 예언의 실체에 대해서는 명확하게 알려주지 않는다.
데이비드 테넌트 – 정말이지, 이 순간부터 닥터의 패는 결정된 거에요. "The Waters of Mars"에서 저희가 다시 돌아올 때면, 분위기가 온통 어두워지니까요.
줄리 가드너 – 또 그 있잖아요, 데이비드, 닥터가 정말로 노크를 네 번 하게 됐어요.
테넌트 – 네 그럼요, 여러분께서 그게 무슨 뜻인지를 알았다고 생각하실 텐데, 그건 틀렸어요!
가드너 – 그렇지만 '알게' 되는 그 날만큼은 온종일 슬플 겁니다.— 데이비드 테넌트, 줄리 가드너, 닥터 후:더 코멘터리 "Planet of the Dead" 편

러셀 T. 데이비스는 닥터 후 매거진 416호의 정규 칼럼에서 2부작으로 구성된 "The End of Time"의 각 화에 부제가 붙여져 있었다며, 1부 (Part One)의 경우 원래 제목이 "The Final Days of Planet Earth"인 반면, 2부 (Part Two)는 처음부터 줄곧 "The End of Time"이었다고 밝혔다. 그러나 이야기의 규모가 방대했던 관계로, 두 편 모두 'The End of Time'이란 동일 제목을 사용할 필요가 있었으며, 각 화는 순번으로만 구별하기로 결정했다. 이는 2005년 뉴 시즌 방영 개시 이래로는 첫 사례로, 1989년 올드 시즌의 <Survival> 편 이후 처음이었다.
"The End of Time" 2부 대본의 마지막 부분은 10대 닥터의 "I don't want to go" (난 가기 싫어)라는 대사로 마무리되고, 닥터가 재생성을 한다는 연기 지시문과, "And there he is. Blinking. Dazed. The New Man." (그리고 그가 나타난다. 눈 깜빡이고 멍한 표정의 새 닥터로.)라는 단어로 끝난다. 이후의 내용은 이어지는 시즌의 총괄제작과 각본을 맡은 스티븐 모팻에게 전달하여, 11대 닥터의 재생성 직후 대사를 맡도록 하였다. 실제 제작 단계에서도 스티븐 모팻이 차기 총괄 프로듀서 자격으로 마지막 장면의 제작을 도운 것으로 알려져 있다.

### 촬영
2009년 3월 21일 토요일 웨일스 카디프의 한 서점에서 첫 로케이션 촬영이 이뤄졌다. 제시카 하인스가 베리티 뉴먼의 증손녀로 출연, <불가능한 것들의 여정> (Journal of Impossible Things)이라는 책에 서명하는 장면이 촬영되었다.
이후 2008년 크리스마스 스페셜 "The Next Doctor"의 촬영에 사용되었던 뉴포트의 트레데거 하우스 (Tredegar House)에서도 촬영이 이루어졌다. 트레데거 하우스에서의 촬영현장에서는 2007년 시즌 3 마지막 에피소드 "Utopia", "The Sound of Drums" 및 "Last of the Time Lords"에서 마스터 역을 맡은 존 심이 목격되었다는 보도가 났다.

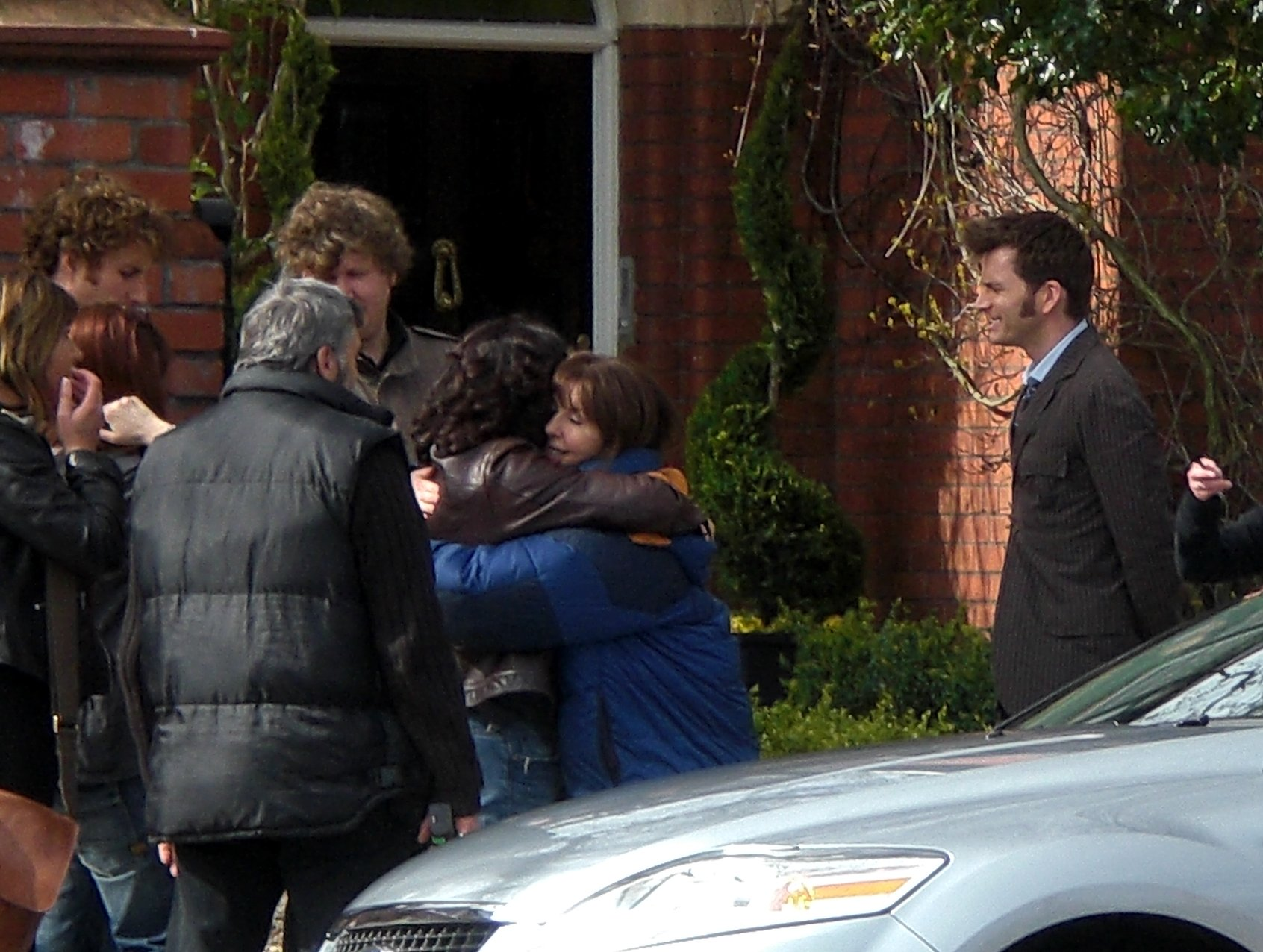
로케이션 현장에서 촬영된 엘리자베스 슬레이든 (사라 제인 스미스 역)을 껴안은 줄리 가드너 (프로듀서)와 데이비드 테넌트

부활절 공휴일에 진행된 촬영 작업은 영국 각계 언론이 널리 보도하였다. 도나 노블 역의 캐서린 테이트는 스완지에서 여러 장면을 촬영하였으며 그중에는 카도마 카페 (Kardomah Café)에서 촬영된 씬, 도나 노블이 주차 위반 딱지를 받는 씬도 있었다. 다른 촬영 장소로는 카디프 쿤코에드 (Cyncoed)에 위치한 난트파우르 로드 (Nant Fawr Road)가 선정되었는데 4월 12일에는 버나드 크리빈스가 순록 뿔을 착용하고 미니버스에 탑승하는 모습이 드러났다. 그 다음 주에는 사라 제인 어드벤처에서 사라 제인 스미스이 사는 동네로 설정되어 로케이션 촬영지로 쓰였던 페너스 시의 빅토리아 로드에서 촬영이 이뤄졌다. 사라제인 스미스 역의 엘리자베스 슬레이든과 스미스의 아들 루크 스미스 역의 토미 나이트, 그리고 데이비드 테넌트가 촬영장에 다같이 있는 모습이 목격되었다.
4월 20일부터 21일 밤에는 버나드 크리빈스가 카디프 도심의 워튼 스트리트에서 거대한 크리스마스 트리와 브라스밴드와 함께 있는 크리스마스 거리 장면을 촬영하였다.
SF 관련 전문 웹사이트 io9는 타임로드 옷차림의 티모시 달튼, 존 심, 데이비드 테넌트를 보여주는 사진을 게시하였다. 2009년 7월 26일, io9은 데이비드 테넌트와의 인터뷰를 통해 티모시 달튼이 이번 스페셜에 출연하였음을 공식 확인하였다.
10대 닥터 재생성 촬영 당시 격렬한 무대를 시연하기 위해 사용된 특수 효과로 인해, 타디스 콘솔 중앙의 유리로 된 중앙 기둥이 심하게 손상되어 다음 시즌 녹화 전에 복원해 놓는 해프닝이 있었다. 복원 제작은 브리즐링턴의 브리스톨 블루 글래스 (Bristol Blue Glass)라는 업체가 담당하였다.

## 예고편, 미리보기, ID
2009년 코믹콘 행사에서 티모시 달튼의 오프닝 내레이션과 주요 등장인물들을 짧게 담은 티저 예고편이 공개되었다. "The Waters of Mars" 방영 직후 내보낸 '다음 이시간에' (Next Time...) 영상에는, 우드 엘더의 독백과 함께 1부의 다양한 장면으로 구성된 본 예고편이 소개되었다. 2009년 11월 칠드런 인 니드 연속생방송에서는 우드 행성을 무대로 한 오프닝 장면을 담은 미리보기가 특별 공개되었다. 크리스마스 직전 배포된 홍보 트레일러와 클립영상도 1부에서 따온 장면을 선별하여 공개하였다.
2009년 12월 25일 제1부 방송 후에는 BBC 닥터후 웹사이트에 제2부의 예고편이 공개됐다. 이와 함께 2부의 첫 2분 분량을 공개하였다.
BBC One 채널의 2009년 크리스마스 ID는 데이비드 테넌트가 닥터 역으로 출연하여, 타디스를 썰매삼아 순록들을 모는 코믹한 연출로 구성되었다. 에피소드와는 관련이 없는 크리스마스 특집 ID였지만 에피소드 각 2부 방영에 앞서 사용되었으며, 특히 2부 방영 당시에는 테넌트 본인이 프로그램 안내 해설방송을 진행했다. 2부가 방송된 후에도 타디스가 등장하는 ID는 자정까지 계속되었지만, 테넌트는 닥터 역에서 하차하였기에 등장하지는 않았다.
에피소드 촬영과 동시에 출연진, 엑스트라, 제작진, CG로 된 아디포스 외계인까지 등장하는 뮤직 비디오가 제작되었다. 온 배우와 제작진이 빠짐없이 출연하여 프로클레이머스의 1988년 노래 "I'm Gonna Be (500 Miles)"에 맞춰 립싱크하고 춤을 추는 내용이다. 이 중에서 데이비드 테넌트는 각 주연배우들, 실제 프로클레이머스 멤버들, 그리고 제작진 전원과 함께 등장한다.

## 방송과 평가

### 시청률
1부 방영 당시, 밤사이 시청자 규모는 1,000만 명을 기록하여 그해 크리스마스날 이스트엔더스, 로열 패밀리에 이어 시청률 3위를 기록하였다. 전체 시청률은 42.2%, 시청지수는 87점으로 '우수' (Excellent)를 기록했다.
최종 집계 시청률에서도 1부의 시청규모는 1,157만 명을 기록하여, 로열 패밀리, 이스트엔더스에 이어 3위로 기록되었다. 이는 닥터후 뉴 시즌이 시작된 이래 가장 높은 시청자 수로, 종전의 최고 기록은 2008년 크리스마스 특집인 "The Next Doctor"의 1,140만 명이었다). HD 동시 방송의 시청자 수를 BBC One 시청자 수에 추가할 경우, 총 1,204만 명의 시청자로 집계되어, 로열 패밀리와 이스트엔더스를 근소한 차로 앞지르며 크리스마스에서 가장 많이 본 프로그램으로 등극하게 되었다.
2부의 경우, 밤사이 시청자 규모는 1,040만 명 (BBC HD 시청자 389,000명 포함)으로 집계되어 이스트엔더스에 이어 새해 프로그램 시정률 2위를 기록하였다. 방송 당시 영국에서 TV를 시청하던 약 3천만 명 가운데 35.5%의 시청률을 달성하였다. BARB의 공식 집계로는 1,179만 명을 기록, 이스트엔더스에 이어 금주 시청률 2위로 "The End of Time" 2부를 선정하였다. 그러나 BBC HD의 동시 방송 시청자수를 더하면 48만명이 추가되어 전체 시청자수는 1,227만명이 된다. 이 기록이 인정되면 닥터후의 시청률은 한 주동안 가장 많이 본 프로그램이 되며, 역대 세번째 기록이다. 한편 BBC 온라인 스트리밍 서비스인 BBC iPlayer에서 "The End of Time"은 약 130만 건 이상의 조회수를 기록했다.

### 평가
1부 방송 당시 평론으로 가디언 지의 피터 로빈스 (Peter Robins)는 닥터 후가 올해 크리스마스에도 절대 멈추지 않았다며, "완성되어야 할 이야기, 설치해둔 불꽃놀이였다. 시간의 끝 (The End of Time)은 줄거리의 끝이 없다는 뜻이었다"는 평을 남겼다. 이어 1부의 전개가 "마음이 급했다"면서, 이전의 닥터후 이야기 중에서 1화가 끝나기도 전에 전 인류를 그렇게 없애버린 내용이 있었는가, 했더라도 그렇게 코믹하고 크리스마스에나 어울릴 방식으로 이뤄졌는가 의문을 남겼다. 그러나 이야기가 끝나고 나면 에피소드 시작부터 더욱 인상깊은 부분으로서 시청자의 기억 속에 남을 것이라는 점은 인정했다. 로빈스는 이와 더불어 버나번 크리빈스가 "코믹함으로 분위기를 돌리면서도 비극적 영웅이 된다"는 점에서 캐서린 테이트가 연기한 도나 노블이란 캐릭터와 동일한 역할을 수행하는 것 같다고 지적한다. 로빈스는 이번 이야기가 이전처럼 크리스마스 기념 삼아 끝낼 이야기일 필요는 없다는 의견으로 평을 마무리한다.
데일리 텔레그래프의 앤드류 페티 (Andrew Pettie)는 예전에 닥터 후가 과대 평가되었다는 생각을 했었는데, 마침 그 생각을 때맞춰 밝히고자 한다며 혹평했다. 페티는 러셀 T. 데이비스가 물리법칙이 허용되는 한도 내에서 판돈을 높였다고 꼬집었다. 버나드 크리빈스의 연기에 대해서는 그가 리어왕과 같은 인물로 변신했으며, 마스터의 계획은 자기 기준에서 봐도 사악했다고 지적하였다. 크레딧이 올라가는 순간 페티는 크리스마스에 빗대어 "눈이 휘둥그레진 7세 아이들과 함께 있을 때만 느낄 수 있는 닥터 후의 진정한 우수성"을 깨닫기도 전에 드라마의 극적인 결점으로 생각이 바뀌었다고 밝혔다.
가디언지의 마크 로슨 (Mark Lawson)은 인류를 자신의 모습으로 바꿔버리는 마스터의 음모 설정이 "배우 존 심에게 다양한 의상과 CG 담당을 경험할 기회를 안겼으며, 이는 곧 드라마의 부흥에 힘이 된 디지털 독창성을 보여준다"고 평했다. 그러나 로슨은 이어서 일부 언론에서 불평할 정도로 연말 기간 동안 테넌트가 TV에 너무 많이 나왔던 점을 생각하면, 존 심은 다소 운이 좋지 못했다고 꼬집었다 (참고로 테넌트는 연말 동안 BBC에 75회 출연했다). 로슨은 또한 테넌트가 자신의 연기를 통해 닥터라는 캐릭터에 어울리는 '비극의 기운'을 가져오고, 이번 마지막 이야기에서 선보인 점에 대해서 높이 평가하였다. 그러나 로슨은 각본에 대해서는 2009년 데이비드 테넌트가 극장가와 TV 출연으로 연기했던 햄릿 왕자를 모델로 한 것 같다고 지적했다. 로슨은 "데이비스가 테넌트에게 준 마지막 대사는 갑작스럽게 후회하는 느낌의 '난 가기 싫어!' 였는데 그 속에 담긴 바는 배우와 작가로 하여금 다소 그렇게 느껴졌을 것"이라 적었다.
2부 방송 직후 평론가들의 반응으로는, 데일리 텔레그래프의 앤드류 페티가 5점 만점 중 4점을 매겼으며, 본 에피소드를 "가족용 엔터테인먼트의 어마어마한 시간"이라 표현했다. 줄거리가 지나치게 복잡하다는 생각에 불만을 표하기도 했지만, "종말을 향한 열의로 전진해 나아갔다. 정확히 무슨 일이 일어나고 있는 건지 너무 걱정할 필요는 없었다"고 인정했다. 데이비드 테넌트가 닥터 역으로 펼친 마지막 연기를 높이 평가하고, 마지막 순간 닥터가 너무 무기력해 보이는 "불안한 경험"이기도 했지만, 새로운 주연 배우와 함께 드라마의 미래에 대해서 낙관적으로 본다고 강조하면서, "맷 스미스의 젊음과 인지도 부족은 그가 맡는 닥터 후를 흥미진진한 유망주로 만든다"고 강조하며 평가를 마무리했다.

### 국외 방송
미국에서는 2009년 12월 26일과 2010년 1월 2일 BBC 아메리카에서 처음 방송되었다. 1월 2일에 방영된 2부는 BBC 아메리카 사상 최고 시청률을 달성했다. 두 에피소드 모두 미국 아이튠즈 스토어 다운로드 순위에서도 2위에 올랐다. 캐나다에서는 2010년 1월 2일 Space에서 연속방송으로 처음 방송되었다. 뉴질랜드에서는 프라임 텔레비전 뉴질랜드에서 2010년 2월 7일에 1부를, 2010년 2월 14일에 2부를 방송했다. 오스트레일리아에서는 ABC에서 2010년 2월 14일에 1부를, 2010년 2월 21일에 2부를 방송했다.
대한민국에서는 KBS에서 2011년 3월 20일에 1부를, 3월 27일에 2부를 더빙 방영하였으며, 11대 닥터 역에 김일이 캐스팅되어 연속 편성된 시즌 5의 주연으로 나서게 되었다.

### DVD 출시
"The End of Time" 1,2부는 2010년 1월 영국에서 "The Waters of Mars"와 함께 더블팩 구성의 DVD로 출시되었다. 같은 날 'Doctor Who – The Complete Specials'라는 이름의 DVD, 블루레이로도 출시되었는데 여기에는 "The Next Doctor", "Planet of the Dead", "The Waters of Mars", "The End of Time"의 4개 에피소드가 모두 수록되었다. 북미에서는 2010년 2월 DVD와 블루레이 단독 출시로, 그리고 10대 닥터의 마지막 스페셜 패키지 수록 에피소드 중 하나로 출시되었다.
이후 2013년 6월 24일 월요일에 출시된 50주년 특집 <재생성> DVD 박스 세트, 도서 컬렉션의 일부로 수록 발매되었으며 10,000부 한정판매로 배포되었다. 2011년 2월 23일 닥터후 DVD파일 56호에도 수록되었다. 2015년 1월 1일에는 첫 방송 5주년을 기념하여 '워치'' (Watch)에서 1, 2부를 방영하였다.
이 에피소드를 포함, "The Christmas Invasion"부터 "Last Christmas"까지의 크리스마스 스페셜 10편을 묶은 '닥터 후 - 크리스마스 스페셜 10편'이라는 이름의 박스 세트가 2015년 10월 19일에 출시되었다.

## 사운드 트랙
2010년 10월 4일 실바 스크린 레코드에서 발매한 스페셜 사운드트랙 앨범에, 머레이 골드가 작곡한 본 에피소드 삽입곡 중 선별된 곡들이 수록되었다.

### 내용주
1. ↑  에피소드 끝무렵에는 해당 캐릭터가 라실론이라는 사실이 밝혀진다.
2. ↑  Kardomah Café, Swansea: 북위 51° 37′ 13″ 서경 3° 56′ 43″ / 북위 51.620235°  서경 3.945369°
3. ↑  Nant Fawr Road, Cardiff: 북위 51° 31′ 16″ 서경 3° 10′ 19″ / 북위 51.521021°  서경 3.172055°
4. ↑  Victoria Road, Penarth: 북위 51° 25′ 56″ 서경 3° 10′ 50″ / 북위 51.432287°  서경 3.180515°